# عبد الله حليحل
عبد الله حليحل (بالعبرية: עבדאללה חלאיחל‏) (11 يناير 2001 بصفد في إسرائيل - ) هو لاعب كرة قدم عربي إسرائيلي في مركز الهجومو يعتبر ثاني لاعب يحمل الجنسية الإسرائيلية يحترف في الإمارات بعد ضياء سبع.

## وصلات خارجية
- عبد الله حليحل على موقع Soccerway.com (الإنجليزية)
- عبد الله حليحل على موقع عالم كرة القدم.نت (الإنجليزية)